# Danh sách đĩa nhạc của Tomorrow X Together
Nhóm nhạc nam Hàn Quốc TXT đã phát hành 2 album phòng thu, 6 mini album, 10 đĩa đơn — bao gồm 3 bản nhạc phim — và 20 video âm nhạc. Được thành lập bởi Big Hit Entertainment, nhóm đã ra mắt tại Hàn Quốc vào ngày 4 tháng 3 năm 2019 với mini album The Dream Chapter: Star. Mini album ra mắt và đạt vị trí số 1 trên cả Gaon Album Chart của Hàn Quốc và Billboard World Albums của Hoa Kỳ, đồng thời ra mắt trong Billboard 200 ở vị trí 140 và trở thành album đầu tay có vị trí cao nhất của bất kỳ nhóm nhạc K-pop nam nào tại thời điểm đó. Bài hát chủ đề "Crown" đã đứng đầu bảng xếp hạng World Digital Songs, giúp TXT trở thành nhóm nhạc K-pop xuất hiện nhanh nhất trên cả hai bảng xếp hạng thế giới. Đến cuối năm, mini album đã bán được hơn 200,000 bản trong nước; nó đã được trao chứng nhận đĩa Bạch kim bởi Hiệp hội Nội dung Âm nhạc Hàn Quốc (KMCA) vào tháng 11 năm 2020 vì đã vượt qua 250,000 bản. Nhóm đã phát hành album phòng thu đầu tiên, The Dream Chapter: Magic, chỉ hơn 7 tháng sau vào ngày 21 tháng 10 năm 2019. Album đã bán được hơn 124,000 bản trong tuần đầu tiên và đứng đầu Gaon Album Chart, album thứ hai của nhóm làm được điều này sau mini album The Dream Chapter: Star. Nó cũng ra mắt ở vị trí số 3 và 6 trên Billboard World Albums và Heatseekers Album. Tổng cộng, 4 trong số 8 bài hát của album đã ra mắt trong bảng xếp hạng World Digital Songs — bài hát chủ đề "Run Away" ra mắt ở vị trí số 2, trong khi 3 bài hát khác lần lượt xếp ở vị trí 16, 18 và 21. Album đã nhận được chứng nhận Bạch kim tại Hàn Quốc vào năm sau, vào tháng 9 năm 2020.
Vào ngày 15 tháng 1 năm 2020, TXT phát hành đĩa đơn tiếng Nhật đầu tiên "Magic Hour". Nó ra mắt tại vị trí số 1 trên Daily Singles Chart của Oricon và vị trí số 2 trên bảng xếp hạng hàng tuần, và cuối cùng đã nhận được chứng nhận Vàng của Hiệp hội Công nghiệp Ghi âm Nhật Bản (RIAJ), sau khi bán được 100,000 đơn vị vật lý. Mini album tiếng Hàn thứ hai của TXT, The Dream Chapter: Eternity, được phát hành vào ngày 18 tháng 5. Doanh số bán vượt qua 181,000 bản trong tuần đầu tiên và mini album đã ra mắt trong Gaon Album Chart ở vị trí số 2, ra mắt ở vị trí số 1 trên Oricon Albums Chart — đứng đầu bảng xếp hạng đầu tiên của nhóm tại Nhật Bản và vị trí thứ tư trên bảng xếp hạng Billboard World Albums. Trong vòng chưa đầy hai tháng, mini album đã nhận được chứng nhận bạch kim từ KMCA, đánh dấu chứng nhận đầu tiên của TXT ở quê nhà kể từ khi ra mắt. Đây là album bán chạy thứ 28 trong năm 2020 tại Hàn Quốc với hơn 358,000 bản được bán ra. Đĩa đơn tiếng Nhật thứ hai của nhóm "Drama" được phát hành vào ngày 19 tháng 8. Nó ra mắt và đạt vị trí số 3 trên Oricon Singles Chart và cũng nhận được chứng nhận vàng bởi RIAJ. Hai tháng sau, TXT phát hành mini album tiếng Hàn thứ ba của nhóm, Minisode1: Blue Hour, vào ngày 26 tháng 10. Mini album đã vượt hơn doanh số 300,000 bản trong tuần đầu tiên tại Hàn Quốc và mở đầu ở vị trí số 3  trên Gaon Album Chart. Nó đã được KMCA chứng nhận đĩa Bạch kim vào ngày 10 tháng 12, và kết thúc năm với tư cách là album bán chạy thứ 19 của năm 2020 tại Hàn Quốc, đã bán được hơn 476,000 bản chỉ trong 2 tháng. Mini album đã ra mắt trong Oricon Albums Chart ở vị trí đầu tiên và trở thành album quán quân thứ hai của nhóm tại Nhật Bản. Ở Bắc Mỹ, nó đứng đầu bảng xếp hạng World Albums và ra mắt ở vị trí số 25 trên Billboard 200, đánh dấu một thành tích mới trong sự nghiệp của nhóm và là lần đầu tiên nhóm ra mắt trong top 100 trên bảng xếp hạng.
Album phòng thu tiếng Nhật đầu tiên của TXT, Still Dreaming, được phát hành vào ngày 20 tháng 1 năm 2021. Với doanh số hơn 86,000 bản trong tuần đầu tiên, album đã trở thành album quán quân thứ ba liên tiếp của nhóm trên Oricon Albums Chart, sau The Dream Chapter: Eternity và Minisode1: Blue Hour. Nó đã đạt được chứng nhận Vàng tại Nhật Bản cùng tháng đó và trở thành album thứ ba của nhóm được trao chứng nhận bởi RIAJ, đồng thời là album đầu tiên của nhóm vượt mốc 100,000 bản tại Nhật Bản.

## Album repackage/tái phát hành
| Tên                                | Chi tiết                                                                                            | Vị trí cao nhất | Vị trí cao nhất | Vị trí cao nhất | Vị trí cao nhất | Vị trí cao nhất | Vị trí cao nhất | Vị trí cao nhất | Vị trí cao nhất | Doanh số                 | Chứng nhận |
| Tên                                | Chi tiết                                                                                            | KOR             | AUS Dig.        | BEL (FL)        | FRA Dig.        | JPN             | JPN Hot         | US              | US World        | Doanh số                 | Chứng nhận |
| ---------------------------------- | --------------------------------------------------------------------------------------------------- | --------------- | --------------- | --------------- | --------------- | --------------- | --------------- | --------------- | --------------- | ------------------------ | ---------- |
| The Chaos Chapter: Fight or Escape | - Phát hành: 17 tháng 8, 2021 - Hãng đĩa: Big Hit - Định dạng: CD, tải kỹ thuật số, phát trực tuyến | TBA             | TBA             | TBA             | TBA             | TBA             | TBA             | TBA             | TBA             | - Hàn: - Nhật: - Hoa Kỳ: |            |

## Album phòng thu
| Tên                       | Chi tiết | Vị trí cao nhất | Vị trí cao nhất | Vị trí cao nhất | Vị trí cao nhất | Vị trí cao nhất | Vị trí cao nhất | Vị trí cao nhất | Vị trí cao nhất | Doanh số                                      | Chứng nhận       |
| Tên                       | Chi tiết | KOR             | AUS Dig.        | BEL (FL)        | FRA Dig.        | JPN             | JPN Hot         | US              | US World        | Doanh số                                      | Chứng nhận       |
| ------------------------- | --- | --------------- | --------------- | --------------- | --------------- | --------------- | --------------- | --------------- | --------------- | --------------------------------------------- | ---------------- |
| The Dream Chapter: Magic  | - Phát hành: 21 tháng 10, 2019 - Hãng đĩa: Big Hit - Định dạng: CD, tải kỹ thuật số, phát trực tuyến                       | 1               | 22              | 125             | 39              | 11              | —               | —               | 3               | - Hàn: 300,910 - Nhật: 14,296 - Hoa Kỳ: 2,000 | - KMCA: Bạch kim |
| Still Dreaming            | - Phát hành: 20 tháng 1, 2021 - Hãng đĩa: Big Hit, Universal Music Japan - Định dạng: CD, tải kỹ thuật số, phát trực tuyến | —               | —               | —               | —               | 1               | 1               | 173             | 4               | - Nhật: 102,041                               | - RIAJ: Vàng     |
| The Chaos Chapter: Freeze | - Phát hành: 31 tháng 5, 2021 - Hãng đĩa: Big Hit - Định dạng: CD, tải kỹ thuật số, phát trực tuyến                        | 1               | —               | 114             | —               | 4               | 16              | —               | 4               | - Hàn: 693,217 - Nhật: 70,694                 | TBA              |

## Mini album
| Tên | Chi tiết                                                                                             | Vị trí cao nhất | Vị trí cao nhất | Vị trí cao nhất | Vị trí cao nhất | Vị trí cao nhất | Vị trí cao nhất | Vị trí cao nhất | Vị trí cao nhất | Doanh số                                      | Chứng nhận          |
| Tên | Chi tiết                                                                                             | KOR             | BEL (FL)        | CAN             | FRA Dig.        | JPN             | SWI             | US              | US World        | Doanh số                                      | Chứng nhận          |
| --- | --- | --------------- | --------------- | --------------- | --------------- | --------------- | --------------- | --------------- | --------------- | --------------------------------------------- | ------------------- |
| The Dream Chapter: Star                                                                                 | - Phát hành: 4 tháng 3, 2019 - Hãng đĩa: Big Hit - Định dạng: CD, tải kỹ thuật số, phát trực tuyến   | 1               | 98              | 100             | 11              | 3               | 58              | 140             | 1               | - Hàn: 278,846 - Nhật: 26,176 - Hoa Kỳ: 4,000 | - KMCA: Bạch kim    |
| The Dream Chapter: Eternity                                                                             | - Phát hành: 18 tháng 5, 2020 - Hãng đĩa: Big Hit - Định dạng: CD, tải kỹ thuật số, phát trực tuyến  | 2               | 92              | —               | —               | 1               | —               | —               | 4               | - Hàn: 379,053 - Nhật: 38,814                 | - KMCA: Bạch kim    |
| Minisode1: Blue Hour                                                                                    | - Phát hành: 26 tháng 10, 2020 - Hãng đĩa: Big Hit - Định dạng: CD, tải kỹ thuật số, phát trực tuyến | 1               | 129             | —               | —               | 1               | —               | 25              | 1               | - Hàn: 508,626 - Nhật: 43,870 (vật lý)        | - KMCA: 2× Bạch kim |
| Minisode 2: Thursday's Child                                                                            | - Phát hành: 9 tháng 5, 2022 - Hãng đĩa: Big Hit - Định dạng: CD, tải kỹ thuật số, phát trực tuyến   |                 |                 |                 |                 |                 |                 |                 |                 |                                               |                     |
| "—" biểu thị cho các bản phát hành không có trong bảng xếp hạng hoặc không được phát hành ở khu vực đó. | |                 |                 |                 |                 |                 |                 |                 |                 |                                               |                     |

## Đĩa đơn
| Tên | Năm  | Vị trí cao nhất | Vị trí cao nhất | Vị trí cao nhất | Vị trí cao nhất | Vị trí cao nhất | Vị trí cao nhất | Doanh số                                 | Chứng nhận   | Album                                     |
| Tên | Năm  | KOR             | KOR Hot         | JPN             | JPN Hot         | NZ Hot.         | US World        | Doanh số                                 | Chứng nhận   | Album                                     |
| --- | ---- | --------------- | --------------- | --------------- | --------------- | --------------- | --------------- | ---------------------------------------- | ------------ | ----------------------------------------- |
| "Crown" (어느 날 머리에서 뿔이 자랐다)                                                                  | 2019 | 86              | 21              | —               | 24              | 29              | 1               |                                          |              | The Dream Chapter: Star                   |
| "Cat & Dog" (English version)                                                                           | 2019 | —               | —               | —               | —               | —               | —               |                                          |              | Non-album singles                         |
| "Our Summer" (Acoustic mix)                                                                             | 2019 | —               | —               | —               | —               | —               | —               |                                          |              | Non-album singles                         |
| "9 and Three Quarters (Run Away)" (9와 4분의 3 승강장에서 너를 기다려)                                  | 2019 | 108             | 71              | 2               | 4               | 26              | 2               | - Nhật: 101,298 (vật lý) - Hoa Kỳ: 2,000 | - RIAJ: Vàng | The Dream Chapter: Magic                  |
| "Can't You See Me?" (세계가 불타버린 밤, 우린...)                                                       | 2020 | 66              | 52              | —               | 43              | —               | 2               |                                          |              | The Dream Chapter: Eternity               |
| "Drama" (Japanese version)                                                                              | 2020 | —               | —               | 3               | 4               | —               | —               | - Nhật: 95,997 (vật lý)                  | - RIAJ: Vàng | Still Dreaming                            |
| "Blue Hour" (5시 53분의 하늘에서 발견한 너와 나)                                                        | 2020 | 98              | 66              | —               | 57              | —               | 5               |                                          |              | Minisode1: Blue Hour                      |
| "Your Light"                                                                                            | 2021 | —               | —               | —               | —               | —               | —               |                                          |              | Live On: Original Soundtrack              |
| "Force"                                                                                                 | 2021 | —               | —               | —               | 50              | —               | —               |                                          |              | World Trigger OST and Still Dreaming      |
| "Love Sight" (널 보면 시간이 멈춰 어느 순간에도)                                                        | 2021 | —               | —               | —               | —               | —               | —               |                                          |              | Doom at Your Service: Original Soundtrack |
| "0x1=Lovesong (I Know I Love You)" (featuring Seori)                                                    | 2021 | 42              | 80              | —               | 37              | 24              | 3               |                                          |              | The Chaos Chapter: Freeze                 |
| "—" biểu thị cho các bản phát hành không có trong bảng xếp hạng hoặc không được phát hành ở khu vực đó. |      |                 |                 |                 |                 |                 |                 |                                          |              |                                           |

## Nhạc phim
| Tên | Năm       | Vị trí cao nhất | Album                        | Ghi chú            | Nguồn     |
| Tên | Năm       | JPN Hot         | Album                        | Ghi chú            | Nguồn     |
| Tiếng Hàn                                                                                               | Tiếng Hàn | Tiếng Hàn       | Tiếng Hàn                    | Tiếng Hàn          | Tiếng Hàn |
| --- | --------- | --------------- | ---------------------------- | ------------------ | --------- |
| "Your Light"                                                                                            | 2020      | —               | Live On: Original Soundtrack | OST Part 1         | [ 53 ]    |
| "Love Sight"                                                                                            | 2021      |                 | Doom at Your Service OST     |                    |           |
| "EYES"                                                                                                  | 2021      |                 | Armored Saurus OST           |                    |           |
| Tiếng Nhật                                                                                              |           |                 |                              |                    |           |
| "Everlasting Shine"                                                                                     | 2020      | —               | Black Clover OST             | 12th opening theme | [ 54 ]    |
| "Force"                                                                                                 | 2021      | 50              | World Trigger OST            | 2nd opening theme  | [ 56 ]    |
| "Ito"                                                                                                   | 2021      |                 | Chaotic Wonderland           |                    |           |
| "—" biểu thị cho các bản phát hành không có trong bảng xếp hạng hoặc không được phát hành ở khu vực đó. |           |                 |                              |                    |           |

## Bài hát được xếp hạng khác
| Tên | Năm  | Vị trí cao nhất | Vị trí cao nhất | Vị trí cao nhất | Album                       |
| Tên | Năm  | KOR             | KOR Hot         | US World        | Album                       |
| --- | ---- | --------------- | --------------- | --------------- | --------------------------- |
| "Blue Orangeade"                                                                                        | 2019 | —               | —               | 10              | The Dream Chapter: Star     |
| "Our Summer"                                                                                            | 2019 | —               | —               | 17              | The Dream Chapter: Star     |
| "Cat & Dog"                                                                                             | 2019 | —               | —               | 14              | The Dream Chapter: Star     |
| "New Rules"                                                                                             | 2019 | —               | 100             | 16              | The Dream Chapter: Magic    |
| "20cm"                                                                                                  | 2019 | —               | —               | 18              | The Dream Chapter: Magic    |
| "Angel or Devil"                                                                                        | 2019 | —               | —               | 21              | The Dream Chapter: Magic    |
| "Drama"                                                                                                 | 2020 | 170             | 93              | 9               | The Dream Chapter: Eternity |
| "Fairy of Shampoo" (샴푸의 요정)                                                                        | 2020 | —               | 94              | 12              | The Dream Chapter: Eternity |
| "Maze in the Mirror" (거울 속의 미로)                                                                   | 2020 | —               | —               | 18              | The Dream Chapter: Eternity |
| "Puma" (동물원을 빠져나온 퓨마)                                                                         | 2020 | —               | —               | 16              | The Dream Chapter: Eternity |
| "Eternally"                                                                                             | 2020 | —               | —               | 14              | The Dream Chapter: Eternity |
| "Ghosting"                                                                                              | 2020 | —               | —               | 23              | Minisode1: Blue Hour        |
| "Wishlist"                                                                                              | 2020 | —               | —               | 25              | Minisode1: Blue Hour        |
| "—" biểu thị cho các bản phát hành không có trong bảng xếp hạng hoặc không được phát hành ở khu vực đó. |      |                 |                 |                 |                             |

## Danh sách video

### Video âm nhạc
| Tên                                                                  | Năm  | Đạo diễn                               | Ghi chú                           | Nguồn         |
| -------------------------------------------------------------------- | ---- | -------------------------------------- | --------------------------------- | ------------- |
| "Crown"                                                              | 2019 | Oui Kim (GDW)                          | Video âm nhạc ra mắt              | [ 58 ]        |
| "Crown (Choreography ver.)"                                          | 2019 | Oui Kim (GDW)                          | Video biểu diễn                   | [ 59 ]        |
| "Blue Orangeade"                                                     | 2019 | Kim Jakyoung (Flexible Pictures)       | Lyric Video                       | [ 60 ]        |
| "Cat & Dog"                                                          | 2019 | Oh Jiwon (UNDERMOOD FILM)              |                                   | [ 61 ]        |
| "Cat & Dog (English ver.)"                                           | 2019 | Oh Jiwon (UNDERMOOD FILM)              |                                   | [ 62 ]        |
| "Nap of a Star"                                                      | 2019 | Seong Wonmo (Digipedi)                 | Nội dung TU được chứng nhận 1     | [ 63 ]        |
| "Our Summer (Selfie ver.)"                                           | 2019 | TXT                                    |                                   | [ 64 ]        |
| "Run Away"                                                           | 2019 | Oui Kim (OUI), Yongseok Choi (Lumpens) |                                   | [ 65 ]        |
| "Magic Island"                                                       | 2019 | Seong Wonmo (Digipedi)                 | Nội dung TU được chứng nhận 1     | [ 66 ]        |
| "Angel Or Devil"                                                     | 2019 | Kim Jakyoung (Flexible Pictures)       |                                   | [ 67 ]        |
| "Run Away (Japanese ver.)"                                           | 2020 | Kim Jakyoung (Flexible Pictures)       | Video âm nhạc ra mắt tại Nhật Bản | [ 68 ]        |
| "Can't You See Me?"                                                  | 2020 | Oui Kim (OUI)                          |                                   | [ 69 ]        |
| "PUMA"                                                               | 2020 | Guzza (Lumpens)                        |                                   | [ 70 ] [ 71 ] |
| "Eternally"                                                          | 2020 | Seong Wonmo (Digipedi)                 | Nội dung TU được chứng nhận 1     | [ 72 ] [ 73 ] |
| "Drama (Japanese ver.)"                                              | 2020 | Ko Yoo Jeong (Edie Ko)                 |                                   | [ 74 ] [ 75 ] |
| "Blue Hour"                                                          | 2020 | Guzza (Lumpens)                        |                                   | [ 76 ] [ 77 ] |
| "Blue Hour (Choreography ver.)"                                      | 2020 | Guzza (Lumpens)                        | Video biểu diễn                   | [ 78 ] [ 79 ] |
| "We Lost The Summer"                                                 | 2020 | Nuri Jeong (COSMO)                     |                                   | [ 80 ]        |
| "Blue Hour (Japanese ver.)"                                          | 2021 | Seong Wonmo (Digipedi)                 |                                   | [ 81 ] [ 82 ] |
| "Way Home (Eye Contact ver.)"                                        | 2021 | Choi Byung Ju (GONGJANG)               |                                   | [ 83 ] [ 84 ] |
| "0x1=Lovesong (I Know I Love You)" (feat. Seori)                     | 2021 | Yong Seok Choi, Guzza (Lumpens)        |                                   |               |
| "0x1=Lovesong (I Know I Love You)" (feat. Seori) (Choreography ver.) | 2021 | Yong Seok Choi, Guzza (Lumpens)        | Video biểu diễn                   |               |
| "Magic"                                                              | 2021 | HOBIN (aHOBINfilm)                     |                                   |               |
| "LO$ER=LO♡ER"                                                        | 2021 | Guzza (Lumpens)                        |                                   |               |
| "LO$ER=LO♡ER (Choreography ver.)"                                    | 2021 | Guzza (Lumpens)                        | Video biểu diễn                   |               |
| "Frost"                                                              | 2021 | Nuri Jeong [COSMO]                     | Nội dung TU được chứng nhận 1     |               |
| "0x1=Lovesong (I Know I Love You) feat. Ikuta Lilas (Japanese ver.)" | 2021 | Seong Wonmo, Moon Seok Ho (Digipedi)   |                                   |               |
| "Good Boy Gone Bad"                                                  | 2022 | Kwon Yong Soo                          |                                   |               |

^1 : Nội dung TXT Universe (TU) được chứng nhận bởi Big Hit Entertainment.

### Video khác
| Tên                                           | Năm  | Đạo diễn                | Nguồn         |
| --------------------------------------------- | ---- | ----------------------- | ------------- |
| "The Dream Chapter: MAGIC Concept Trailer"    | 2019 | Yongseok Choi (Lumpens) | [ 85 ] [ 86 ] |
| "The Dream Chapter: ETERNITY Concept Trailer" | 2020 | Seong Wonmo (Digipedi)  | [ 87 ] [ 88 ] |
| "The Chaos Chapter: FREEZE Concept Trailer"   | 2021 | Guzza (Lumpens)         |               |

### DVD
| Tên                                         | Chi tiết album                                                              | Vị trí cao nhất | Doanh số       |
| Tên                                         | Chi tiết album                                                              | JPN             | Doanh số       |
| ------------------------------------------- | --------------------------------------------------------------------------- | --------------- | -------------- |
| Tomorrow X Together 2020 Season's Greetings | - Phát hành: 5 tháng 12, 2019 - Hãng đĩa: Big Hit - Format: DVD             | —               |                |
| H:OUR: The First Photobook                  | - Phát hành: 28 tháng 1, 2020 - Hãng đĩa: Big Hit - Format: DVD + Photobook | —               |                |
| H:OUR: The Second Photobook                 | - Phát hành: 23 tháng 9, 2020 - Hãng đĩa: Big Hit - Format: DVD + Photobook | —               |                |
| Tomorrow X Together 2021 Season's Greetings | - Phát hành: 16 tháng 12, 2020 - Hãng đĩa: Big Hit - Format: DVD            | 4               | - Nhật: 7,657  |
| Tomorrow X Together Memories: First Story   | - Phát hành: 1 tháng 2, 2021 - Hãng đĩa: Big Hit - Format: DVD + Photobook  | 2               | - Nhật: 10,529 |

## Thông tin khác

### Xuất hiện trên tạp chí
| Năm  | Tên             | Số phát hành | Ghi chú |
| ---- | --------------- | ------------ | ------- |
| 2019 | W Korea         | Tháng 4      | Với TXT |
| 2020 | AnAn Japan      | Tháng 1      | Với TXT |
| 2020 | Star1 Korea     | Tháng 2      | Với TXT |
| 2020 | S Cawaii! Japan | Tháng 2      | Với TXT |
| 2020 | Dazed Korea     | Tháng 3      | Với TXT |
| 2020 | Popteen Japan   | Tháng 3      | Với TXT |
| 2020 | Non-no Japan    | Tháng 3      | Với TXT |
| 2020 | CUT Japan       | Tháng 5      | Với TXT |
| 2020 | Teen Vogue      | Tháng 7      | Với TXT |
| 2020 | CUT Japan       | Tháng 9      | Với TXT |
| 2020 | JJ Japan        | Tháng 10     | Với TXT |
| 2020 | Myojo Japan     | Tháng 10     | Với TXT |